# 齋江貴志
齋江 貴志（さいえ たかし、1966年2月 - ）は、日本の美術家。専門は造形デザイン。群馬大学教育学部美術教育講座准教授。

## 略歴
- 1966年2月　兵庫県神戸市で出生
- 1989年3月　金沢美術工芸大学美術工芸学部産業美術学科工業デザイン専攻卒業
- 1991年3月　金沢美術工芸大学大学院美術工芸研究科産業デザインコース修了　（修士）
- 2004年5月　金沢美術工芸大学大学院美術工芸研究科環境造形デザイン領域修了（博士・芸術工学）
- 2007年4月　群馬大学教育学部美術教育講座准教授

現在、群馬大学教育学部美術教育講座准教授。

## 研究分野
造形デザイン（コンピュータを利用した基礎造形とデザイン教育）
- 基礎造形
- プロダクト・デザイン
- デザイン教育

## 著書・論文

### 著書
- 『美術科教育の基礎知識〔四訂版〕』（建帛社、2010年）

### 論文
- 『ねじれ面・螺旋状面の切断による造形の実験（2）－回転カットの左右異形状カットへの展開－』 （デザイン学研究－第50回研究発表－50周年記念大会概要集、2003年）
- 『NCヒートカッターの回転カットによる実験造形』（金沢美術工芸大学大学院年報、2003年）
- 『動きを着想としたアニメーションの研究（1）－美術教育での利用を視野にいれた題材の提案－』  （群馬大学教育学部紀要　芸術・技術・体育・生活科学編、2006年）
- 『NCヒートカッターの回転カットによる実験造形－本篇－』（金沢美術工芸大学大学院美術工芸研究科、2005年）
- 『ねじれ面・螺旋状面の切断による造形の実験-NCヒートカッターを使った発泡スチロールの回転カットと製品デザインへの応用』 （デザイン学研究－第48回研究発表大会概要集、2001年）
- 『プロダクトデザイン教育と環境についての一考察』 （群馬大学教育学部紀要　芸術・技術・体育・生活科学編、2009年）
- 『中学校美術科におけるプロダクトデザインの鑑賞　－題材開発と実践を中心として－』 （群馬大学教育実践研究、2009年）

## 所属学会
- 日本デザイン学会（学会員）
- 形の科学会（学会員）
- 大学美術教育学会